# 1680 Per Brahe
Per Brahe (asteróide 1680) é um asteróide da cintura principal com um diâmetro de 14,2 quilómetros, a 2,2246448 UA. Possui uma excentricidade de 0,1830288 e um período orbital de 1 641,25 dias (4,5 anos).
Per Brahe tem uma velocidade orbital média de 18,04952502 km/s e uma inclinação de 4,25718º.
Esse asteróide foi descoberto em 12 de Fevereiro de 1942 por Liisi Oterma.